# Boliviano
Boliviano – jednostka monetarna Boliwii. Dzieli się na 100 centavos. Wewnętrznie oznaczane Bs.

## Historia

### "Stare" boliviano
Boliviano wprowadzone zostało w roku 1864. Odpowiadało ośmiu soles lub połowie scudo. Początkowo dzieliło się na sto centimos, a od roku 1870 na 100 centavos. Dla 10 boliviano równoznacznym określeniem był bolivar.

### Peso boliviano
W roku 1963 wprowadzono peso boliviano przy przeliczeniu jeden do tysiąca. Hiperinflacja połowy lat 80. XX wieku doprowadziła do jego olbrzymiej dewaluacji.

### "Nowe" boliviano
W roku 1987 dokonano wymiany peso boliviano na boliviano w stosunku jeden do miliona.

## Banknoty i monety w obiegu

### Monety
W obiegu są monety 10, 20 i 50 centavos oraz 1, 2 i 5 bolivianos.

### Banknoty
| Nominał             | Awers banknotu           | Rewers banknotu      |
| ------------------- | ------------------------ | -------------------- |
| 1987 5 boliviano    | Adela Zamudio            | Obiekt sakralny      |
| 1987- 10 boliviano  | Cecilio Guzman de Rojas  | Widok miasta         |
| 1987- 20 boliviano  | Pantaleon Dalance        | Budynek              |
| 1987- 50 boliviano  | Melchor Perez de Holguin | Budynek              |
| 1987- 100 boliviano | Gabriel Rene Moreno      | Budynek Uniwersytetu |
| 1987- 200 boliviano | Franz Tamayo             | Dawna stella         |